# Sidi Bou Said

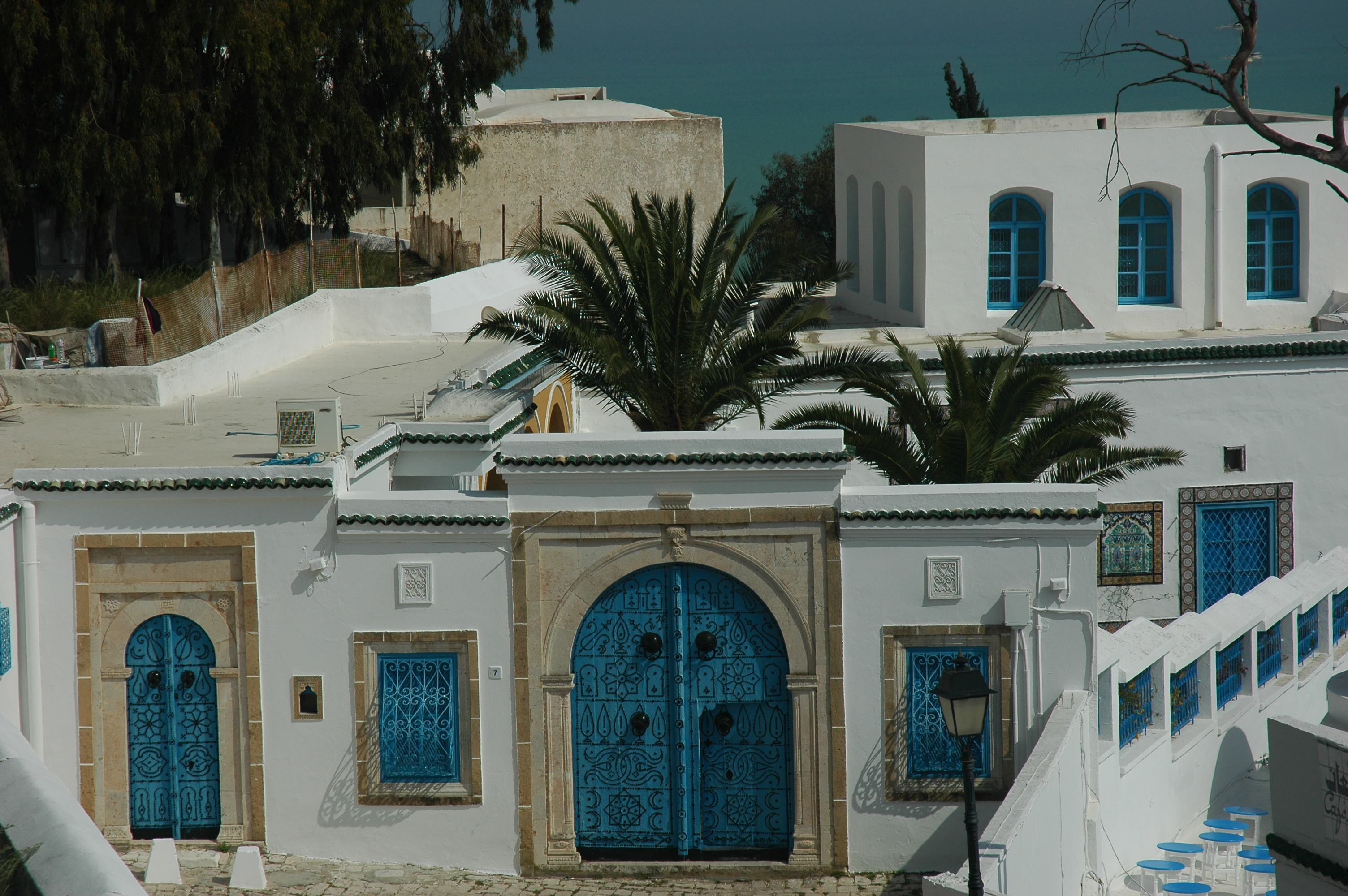
Typiska blå-vita exteriörer

Sidi Bou Said är en stad i norra Tunisien. Den ligger vid Tunisbukten, cirka två mil norr om Tunis. Ett utmärkande drag är stadens blå-vita byggnader: Dörrar, fönsterluckor och andra byggnadsdetaljer är blåmålade, och väggarna är vita. 
Sidi Bou Said är sedan länge ett centrum för konstnärlig verksamhet, men blev internationellt känt först efter August Mackes, Paul Klees och Louis Moilliets berömda Tunisienresa 1914. Stadens drog till sig fler europeiska konstnärer, vilket gav de tunisiska konstnärerna nya impulser. Den konstskola som växte fram fick namnet École de Tunis, med medlemmar som Yahia Turki (1902-1969), Brahim Dhahak (1931-2004), Ammar Farhat och Abdelaziz Gorgi (1928-2008). Skolan fann sina motiv i den tunisiska vardagen med dess kaféer, bad och marknader. 
I staden finns även ett Centrum för arabisk musik och medelhavsmusik som anordnar konserter med traditionell och modern musik. 

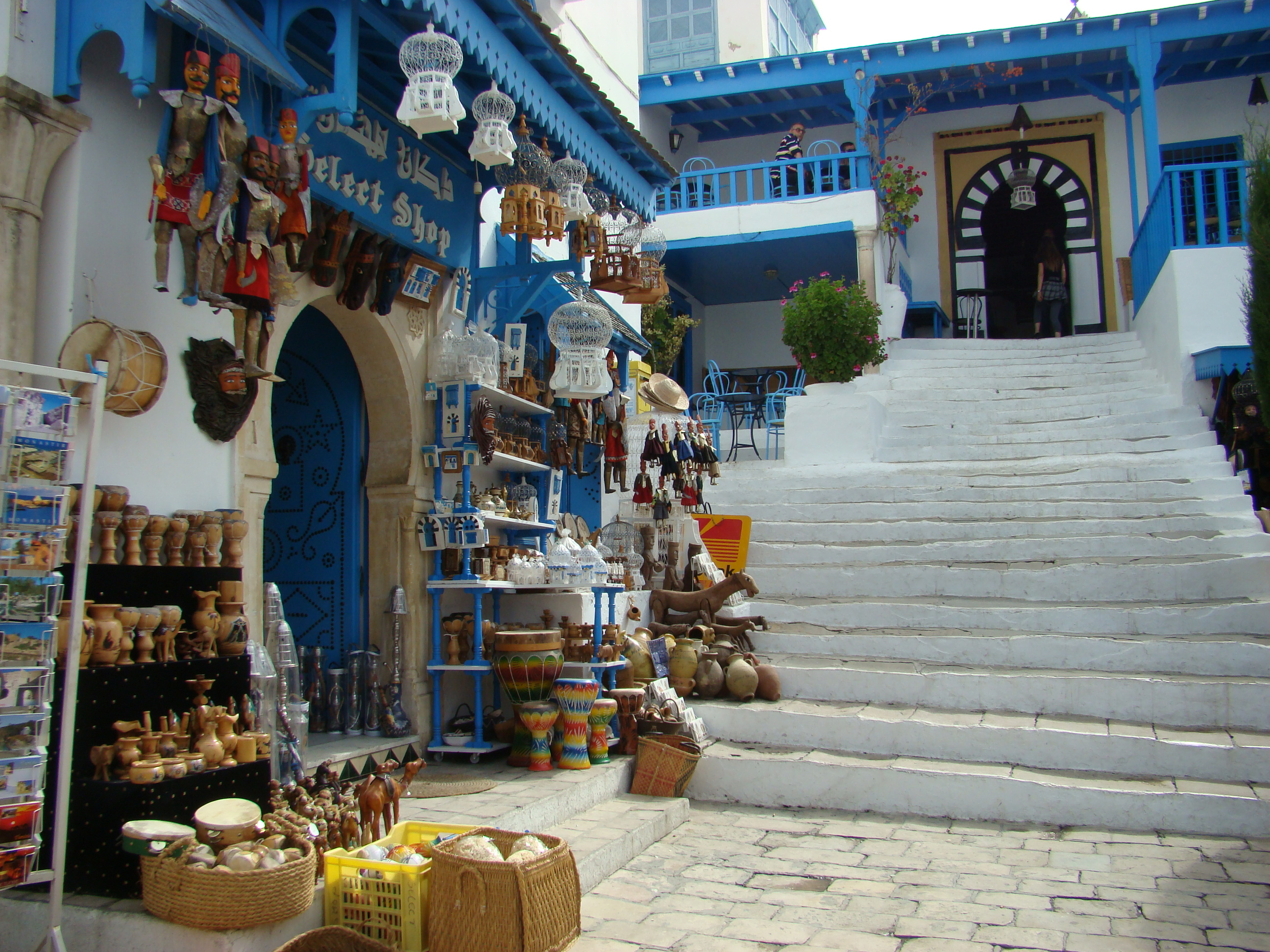
Souvenirbutik på huvudgatan
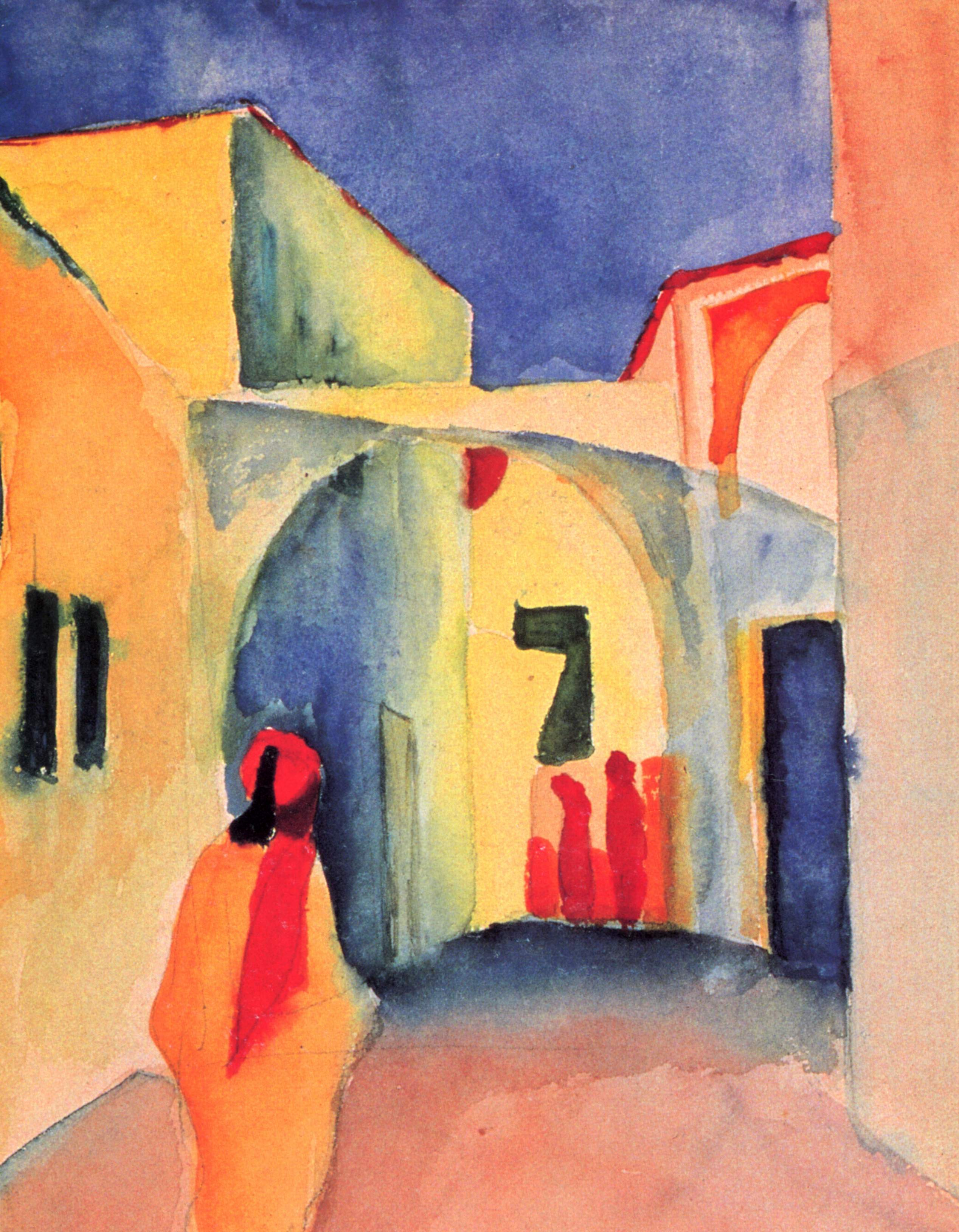
En av Mackes målningar från Sidi Bou Said
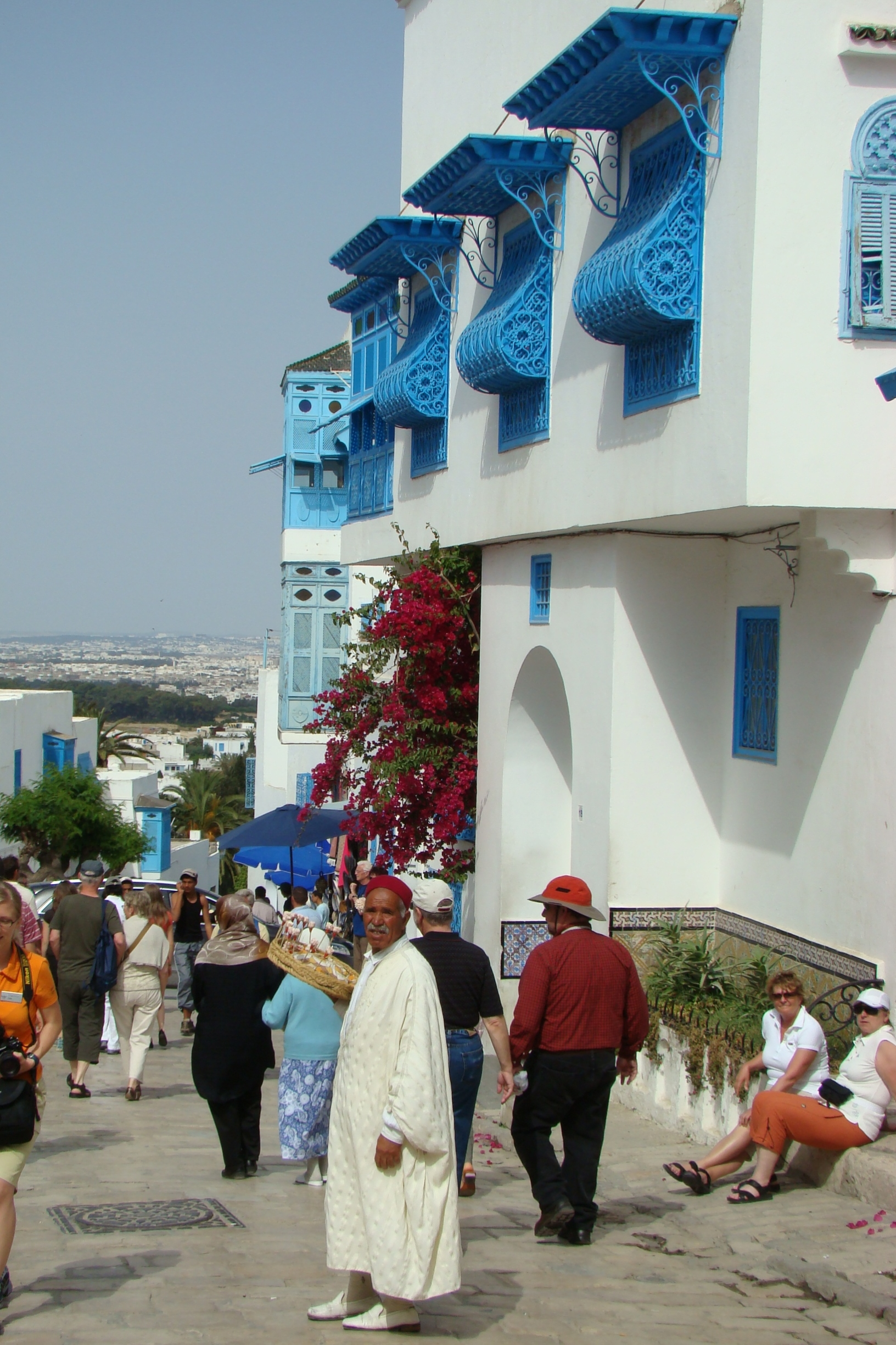
Huvudgatan
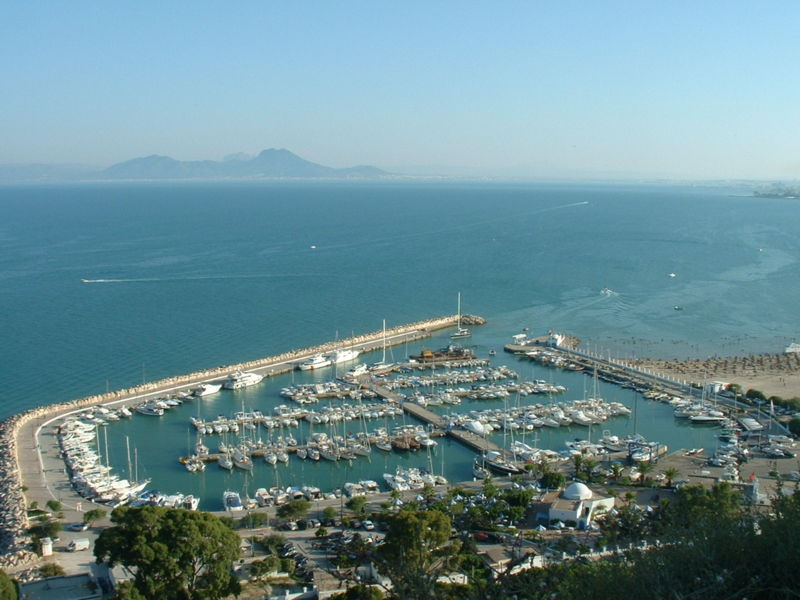
Hamnen